# Micha (zoon van Jimla)

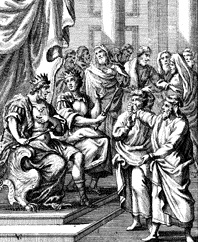
Michaja's profetie. Houtsnede door Johann Christoph Weigel, 1695.

Micha of Michaja (Hebreeuws: מיכיהו, "Wie is gelijk JHWH?") was een profeet uit de Hebreeuwse Bijbel in de tijd van de regering van koning Achab (midden 9e eeuw v.Chr.) in het koninkrijk Israël (1 Koningen 22:8). Hij was de zoon van Jimla.
In de Hebreeuwse Bijbel worden vijftien personen met de naam Micha(ja) genoemd, waaronder Micha, de schrijver van het Bijbelboek Micha.

## Verhaal
Het verhaal waarin Micha een rol speelt, betreft de aanloop van de Slag bij Ramot in Gilead (853 v.Chr.). Achab wilde Ramot-Gilead, dat in handen was gevallen van de Arameeërs, heroveren. Hij nodigde koning Josafat van het koninkrijk Juda uit om hem in de strijd te vergezellen. Alvorens toe te stemmen wilde Josafat de raad van God inwinnen. Achab riep 400 profeten bijeen en vroeg hun of hij ten strijde moest trekken. Al de profeten adviseerden hem dat te doen en beweerden dat God hem de overwinning zou geven. Josafat zag in dat deze profeten in de gunst wilden komen van Achab en vroeg of dit álle profeten waren, waarop Achab Micha noemde, maar hij verzekerde Josafat dat Micha enkel onheil profeteerde. Toch werd Micha gehaald en werd te verstaan gegeven om Achab een gunstig antwoord te geven. Micha deed dit in eerste instantie, maar Achab drong aan om de waarheid te horen.
Micha vertelde vervolgens dat hij een visioen had gehad waarin de Israëlieten als een kudde schapen zonder herder verspreid was over de berghellingen. De Heer had gezegd dat ze beter naar huis konden terugkeren (1 Koningen 22:17). Daarna had hij de Heer gezien op zijn troon met alle hemelse machten aan weerszijden opgesteld. De Heer vroeg wie Achab zou kunnen overhalen om op te trekken tegen Ramot, zijn rampspoed tegemoet. Een geest zei dat hij dat zou doen door de profeten leugens te laten vertellen. En zo gebeurde het. Dus de Heer had de profeten slecht advies laten geven, want Hij had het slecht voor met Achab. Micha werd hierop gevangengezet op water en brood (1 Koningen 22:19-27). 
Achab en Josafat trokken ten strijde, waarbij Achab door een pijl werd getroffen en stierf (1 Koningen 22:29-37; 2 Kronieken 18:18-34).